# Neothoa
Neothoa is een geslacht van mosdiertjes uit de  familie van de Hippothoidae. De wetenschappelijke naam ervan is in 1987 voor het eerst geldig gepubliceerd door Moyano.

## Soorten
- Neothoa bilderbacki Gordon, 2020
- Neothoa chiloensis (Moyano, 1982)
- Neothoa patagonica (Busk, 1852)
- Neothoa vivianii Moyano, 1987